# Ninja Gaiden II: The Dark Sword of Chaos
Ninja Gaiden II: The Dark Sword of Chaos, conocido en Japón como Ninja Ryukenden II: Ankoku no Jashinken (忍者龍剣伝 II 暗黒の邪神剣?  trad. "La leyenda de la espada del dragón ninja II: La espada demoníaca de la oscuridad") y como Shadow Warriors II: The Dark Sword of Chaos en Europa, es un videojuego de plataformas con scroll lateral desarrollado y publicado por Tecmo para la Nintendo Entertainment System (NES). Es la segunda entrega de la trilogía Ninja Gaiden para NES y fue publicado en Japón el 6 de abril de 1990; en Norteamérica, en mayo de 1990, y en Europa, el 27 de octubre de 1994. El juego fue posteriormente publicado para Commodore Amiga y DOS por GameTek en 1991. El 15 de octubre de 2007 apareció, en Norteamérica, en la Consola Virtual de Wii.

## Argumento
Los hechos de Ninja Gaiden II tienen lugar un año después de lo sucedido en el primer Ninja Gaiden. La historia del juego cuenta que un malvado emperador llamado Ashtar que, tras enterarse de la derrota de Jaquio, concibe un plan para adueñarse del mundo y sumirlo en la oscuridad por medio de una espada maléfica conocida como Espada oscura del caos. Un agente del ejército estadounidense llamado Robert T. Sturgeon recluta a Ryu Hayabusa, el protagonista principal del juego, y le dice que es el único que puede detener la amenaza.

## Críticas
El juego recibió elogios en preanálisis de Electronic Gaming Monthly y Nintendo Power, y continuó obteniendo elevadas puntuaciones y cobertura, siendo nominado por Nintendo Power para varios premios en 1991. En general, los analistas dijeron que Ninja Gaiden II había mejorado los gráficos y el control con respecto a su predecesor manteniendo un elevado nivel de dificultad para los jugadores; no obstante, el juego fue criticado por presentar un argumento más genérico y predecible. El título conserva su atractivo entre los jugadores, con un analista afirmando que Ninja Gaiden II es "una experiencia desafiante como aquellas donde los jugadores de la era de los 8 bits vivían y morían".